# Béla Anda
Béla Nikolai Anda (* 4. April 1963 in Bonn) ist ein deutscher Kommunikationsmanager, -berater und Journalist. Er war zu Zeiten der rot-grünen-Koalition von 2002 bis 2005 Regierungssprecher und Chef des Bundespresseamtes. Von August 2012 bis November 2015 war er stellvertretender Bild-Chefredakteur. Heute leitet Anda seine eigene PR-Agentur.

## Leben
Anda wurde als Sohn des ungarischen Ökotrophologen László Anda und der Lehrerin Renate Anda, geb. Schulte, geboren. Nach dem Abitur und einer Ausbildung zum Reserveoffizier (Leutnant der Reserve) im Panzeraufklärungsbataillon 3 in Lüneburg absolvierte Anda im Jahr 1984 ein Volontariat bei der Welt am Sonntag, bei der er dann bis 1986 als Politikredakteur tätig war. Das anschließende Studium der Politikwissenschaft am Otto-Suhr-Institut der Freien Universität Berlin und an der London School of Economics schloss der Erasmus-Stipendiat im Jahr 1991 ab. Anschließend war er bis 1998 in verschiedenen Positionen bei der Bild-Zeitung beschäftigt.
Der parteilose Anda wurde nach der Übernahme der Regierung durch die rot-grüne Koalition (Kabinett Schröder I) unter Bundeskanzler Gerhard Schröder im Februar 1999 zum stellvertretenden Regierungssprecher unter Uwe-Karsten Heye berufen. Nach der Wiederwahl der Regierungskoalition wurde Heye in den einstweiligen Ruhestand versetzt und Anda, mittlerweile SPD-Mitglied, im Oktober 2002 zum Regierungssprecher und Chef des Bundespresseamtes ernannt. In seiner Funktion begleitete er unter anderem die von Gerhard Schröder initiierte Agenda 2010 kommunikativ. Nach der Wahl von Angela Merkel zur Bundeskanzlerin ernannte sie Ende November 2005 Ulrich Wilhelm zum neuen Regierungssprecher und Chef des Presse- und Informationsamtes der Bundesregierung. Anda wurde in den einstweiligen Ruhestand versetzt.
Im April 2006 übernahm der ehemalige Staatssekretär beim Finanzdienstleister AWD als Chief Communications Officer die Ressorts Presse, Marketing und Sponsoring. In dieser Funktion verantwortete er auch das Sponsoring für Hannover 96 und die damalige AWD Arena. AWD-Chef Carsten Maschmeyer gilt als Freund Gerhard Schröders und hatte diesen im Wahlkampf 1998 mit Großanzeigen in allen niedersächsischen Tageszeitungen unterstützt. In den Jahren 2007 bis 2008 war Béla Anda zusätzlich als Kolumnist für das Polit-Magazin Cicero tätig und verfasste Beiträge zu den Themen Wirtschaft, Kultur und Politik.
Zum 1. August 2012 wurde Anda stellvertretender Chefredakteur der Bild-Zeitung, wo er den Bild-Newsletter etablierte und die Zusammenlegung der Redaktionen Bild Politik, Bild Hauptstadt Büro, Bild Wirtschaft und Bild Online Politik verantwortete. Am 13. November 2015 gab der Axel-Springer-Verlag bekannt, dass Anda die Bild-Zeitung verlässt, um sich neuen Aufgaben in der Privatwirtschaft zu widmen. Sein Nachfolger wurde Nikolaus Blome.
Seit 2016 leitet Anda seine eigene PR-Agentur. Von Mai 2020 bis Februar 2022 moderierte Anda den Podcast Die Agenda mit Gerhard Schröder, den er infolge der vielfach kritisierten Position Schröders zum russischen Überfall auf die Ukraine einstellte. Die FAZ-Redakteure Reinhard Bingener und Markus Wehner stellen Bela Anda in ihrem Buch Die Moskau-Connection als eine zentrale Figur in Gerhard Schröders Russland-Netzwerk dar. Im Januar 2025 gehörte Anda zu den Unterzeichnern eines Wahlaufrufs der FDP zur bevorstehenden Bundestagswahl, der unter anderem in der FAZ veröffentlicht wurde.

## Auszeichnungen
Für seine Verdienste um die deutsch-französische Freundschaft wurde Béla Anda im Jahr 2005 vom damaligen französischen Staatspräsidenten Jacques Chirac persönlich zum Ritter der Ehrenlegion („Chevalier de la Legion d Honneur“) ausgezeichnet. Für die Kommunikation der Agenda 2010 wurde Anda vom Magazin PRREPORT im Jahr 2003 zum „PR Mann des Jahres“ gewählt.

## Privates
Béla Anda ist Vater von vier Söhnen. Sein Ex-Schwiegervater ist der ehemalige Hamburger Innensenator und frühere Lufthansa-Vorstandsvorsitzende Heinz Ruhnau. Seit 2013 ist Béla Anda in zweiter Ehe verheiratet mit Ina Tenz.

## Veröffentlichungen
- Béla Anda mit Stefan Endrös und Jochen Kalka: WertZeichen: Wege in die Kommunikationszukunft in Marketing, Medien, PR, mi-Wirtschaftsbuch, München 2009, ISBN 978-3-86880-025-8.
- Béla Anda mit Rolf Kleine: Gerhard Schröder – Eine Biographie, Ullstein, München 2002, ISBN 3-548-36387-3.